# The Treasury of Lives
The Treasury of Lives est une encyclopédie biographique en ligne, révisée par des pairs, des maîtres religieux historiques des religions bouddhiste et bön de l'Himalaya.

## Contexte
Le site Web de Treasury of Lives a été créé pour fournir de courtes biographies bien documentées et clairement écrites sur des maîtres religieux notables de la région himalayenne, bouddhiste et bon, illustrés par des portraits. Le projet est financé par la Fondation Shelley & Donald Rubin. Les illustrations de portrait utilisées dans les articles biographiques proviennent du Rubin Museum of Art. Le Treasury of Lives est également étroitement lié au Centre de ressources bouddhiste tibétain (TBRC). E. Gene Smith et Jeff Wallman, de la TBRC, ont joué un rôle déterminant dans la définition de la vision du site et dans la préparation du plan pour son développement; et sa base de données de noms vient également de la TBRC. Matthieu Ricard a collaboré à sa création,,.

## Auteurs
Les auteurs des biographies dans Treasury of Lives comprennent:
- Jean-Luc Achard - chercheur au CNRS à Paris et rédacteur en chef de la Revue d'Etudes Tibétaines
- Suzanne Bessenger - Professeur adjoint d'études religieuses au Collège Randolph
- José Ignacio Cabezón - Professeur d'études religieuses à l'Université de Californie à Santa Barbara et co-rédacteur en chef du Journal de l'Association internationale d'études tibétaines (JIATS)
- Dorje Penjore - chercheuse principale au Centre d'études sur le Bhoutan
- Françoise Pommaret - directrice de recherche à l'Institut national des langues et civilisations orientales (CNRS) à Paris
- Tsering Shakya - Institut de recherche asiatique (IAR) de l'Université de Colombie-Britannique
- Gene Smith (1936 –2010) - tibétologue renommé
- Heather Stoddard - professeur à l'Institut national des langues et des civilisations orientales (CNRS), Paris
- Gray Tuttle - Professeur d'études tibétaines modernes à l'Université Columbia
- Cameron David Warner - chercheur postdoctoral en bouddhisme et modernité Département d'anthropologie et d'ethnographie, Université d'Aarhus
- Jeff Watt (en) - Directeur et conservateur en chef de Himalayan Art Resources.

## Sources
- Jeff Wallman, « Treasury of Lives », sur Tibetan Buddhist Resource Center, Tibetan Buddhist Resource Center, 8 juin 2010 (consulté le 22 novembre 2013)
- « Projects: Treasury of Lives », sur The Shelley & Donald Rubin Foundation, The Shelley & Donald Rubin Foundation (consulté le 22 novembre 2013)
- « About the Rubin Treasury of Lives », sur The Treasury of Lives, The Shelley & Donald Rubin Foundation (consulté le 22 novembre 2013)
- Geoffrey Samuel, « Useful Websites », sur Introducing Tibetan Buddhism, Routledge (consulté le 22 novembre 2013)